# Eschbach (Konderbach)
Der Eschbach ist ein fast 5 km langes Gewässer in der Verbandsgemeinde Rhein-Mosel des Landkreises Mayen-Koblenz und in der kreisfreien Stadt Koblenz in Rheinland-Pfalz. Er ist der bedeutendste Nebenfluss des Konderbachs. 

## Geographie

### Verlauf
Seine Quelle liegt wenig östlich der Ortsgemeinde Waldesch am Wasserbehälter, der just eben noch auf Rhenser Stadtgebiet steht. Der Eschbach fließt zunächst in nordwestlicher Richtung durch das Dorf Waldesch, danach beginnt sein Waldtal und er läuft westwärts an der Grenze zur Stadt Koblenz im Norden entlang. Etwa zwei Kilometer unterhalb der Quelle stand bis in die 1990er Jahre die Waldescher Mühle, zu der außer dem Mühlenbetrieb auch ein Ausflugslokal gehörte.
Dort kehrt sich der Eschbach auf etwa nordnordwestlichen Lauf durch Koblenzer Gebiet bis zum Zufluss seines größten Nebenflusses Kleinbornsbach aus dem Osten am Naturdenkmal Dreibuchenplatz. Von dort fließt er nun in westlicher bis nordwestlicher Richtung und ist auf seinen letzten etwa 150 Metern Grenzbach zur ans linke Ufer reichenden Ortsgemeinde Dieblich. Gegenüber der Kondermühle in deren Ortsteil Kondertal mündet er von rechts in den unteren Konderbach. Dieser mündet 700 Meter weiter in die Mosel.

### Zuflüsse
Hierarchische Liste der Zuflüsse, jeweils von der Quelle zur Mündung. Längen nach der amtlichen Gewässerkarte. Auswahl.
- Brunnenbach, von links und Süden in Waldesch, 0,7 km
(Der nur 0,4 km lange Abschnitt des Eschbachs bis zu diesem Zufluss wird teils auch als Graben vom Wasserbehälter bezeichnet.)
- (Werksgraben), von links und Süden in Waldesch, 0,8 km
- (Bach vom Stößchen), von rechts und Ostnordosten wenig abwärts von Waldesch, 0,9 km
- Silberkaulsbach, von rechts und Ostsüdosten im nun Koblenzer Stadtwald, 0,9 km

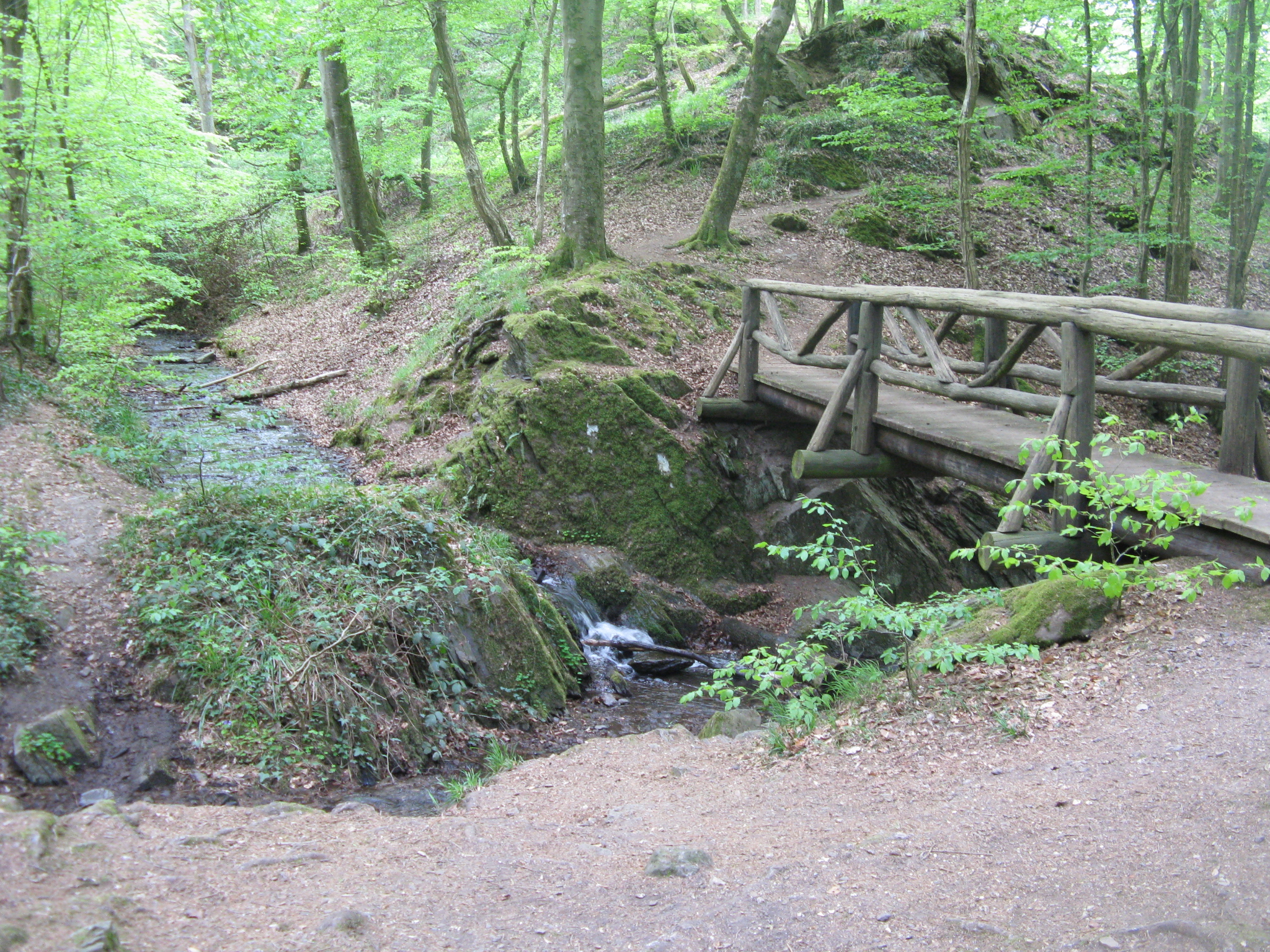
Mündung des Remsteckenbachs (von links) in den Kleinbornsbach (von hinten, Abfluss nach rechts)

- Kleinbornsbach, von rechts und Osten am Dreibuchenplatz, 3,4 km. Entsteht nahe der Eisernen Hand an der Hunsrückhöhenstraße (B 327)
  - Rabennestbach, von links und Ostdüsosten, 0,6 km
  - (Bach vom Römischen Gutshof), von rechts und Nordosten, 0,6 km
  - Remsteckenbach, von rechts und Nordosten unterm Katzenfels, 1,8 km
- Münster Bach oder Münsterbach, von rechts und Nordosten zwischen der Bodewigeiche und dem Beginn des Abschnitts als Grenzbach zu Dieblich, 0,9 km

## Infrastruktur

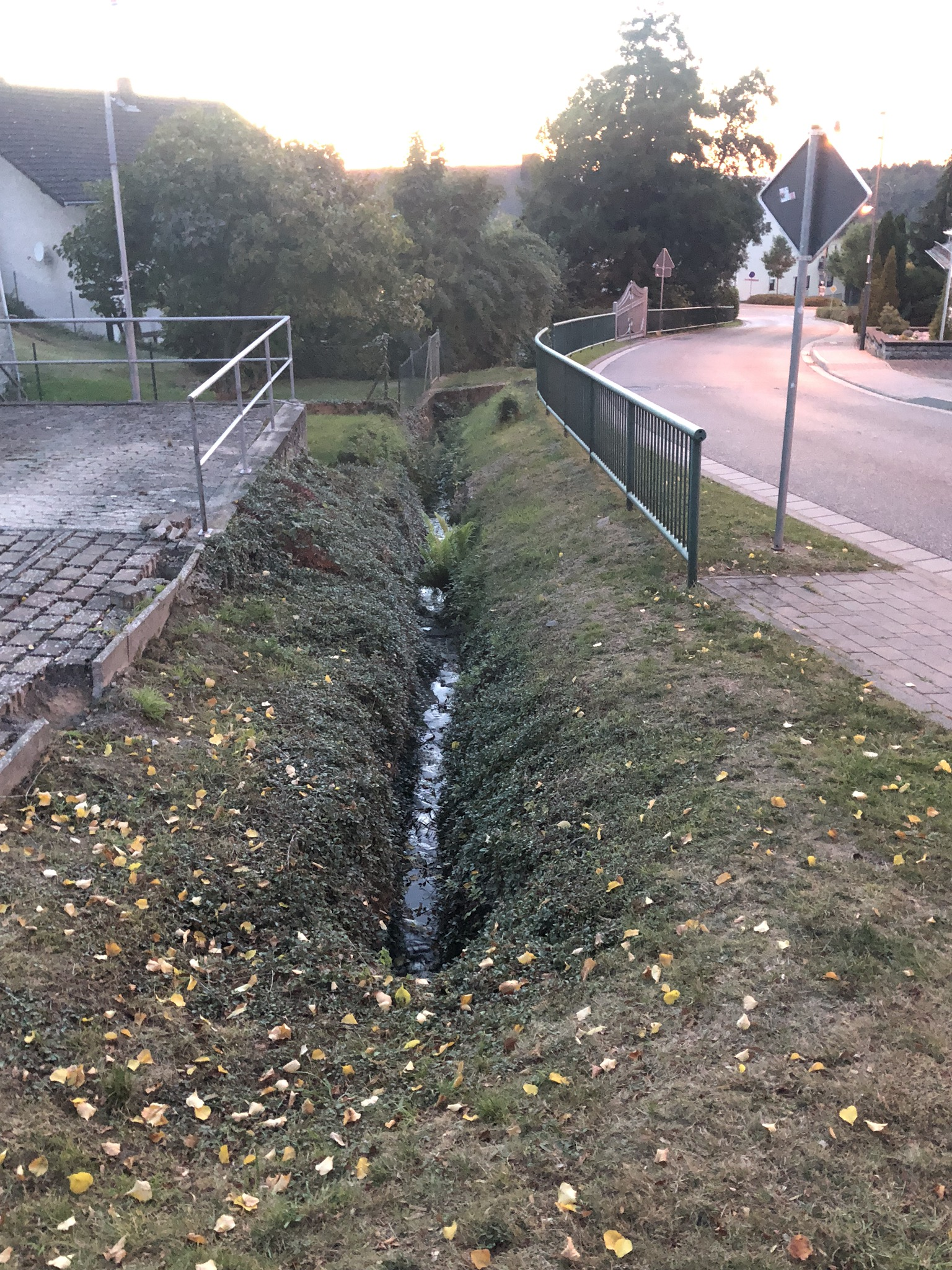
Eingefasster Bachlauf an der Rhenser Straße in Waldesch.

Innerhalb der Ortslage Waldesch ist der Eschbach an mehreren Stellen eingefasst und verläuft stellenweise unterirdisch. In Zukunft soll er wieder in einem natürlichen Bachbett fließen. Der erste Teil der Renaturierung wurde 2022 abgeschlossen. Am Ortsrand von Waldesch befindet sich eine Kläranlage. Dem Bachverlauf folgt ein Wanderweg, an den sich mehrere Wege in den Koblenzer Stadtwald und zu den dortigen Ausflugszielen anschließen. Diese Wanderweg ist Teil eines Rundwanderweges rund um Waldesch.